# 30357 Davisdon
30357 Davisdon este un asteroid din centura principală de asteroizi.

## Descriere
30357 Davisdon este un asteroid din centura principală de asteroizi. A fost descoperit pe 7 mai 2000 la Socorro, New Mexico, în cadrul proiectului LINEAR. Asteroidul prezintă o orbită caracterizată de o semiaxă mare de 2,64 ua, o excentricitate de 0,10 și o înclinație de 2,4° în raport cu ecliptica.